# Scutellaria pinnatifida
Scutellaria pinnatifida là một loài thực vật có hoa trong họ Hoa môi. Loài này được A.Ham. miêu tả khoa học đầu tiên năm 1832.